# Брунары

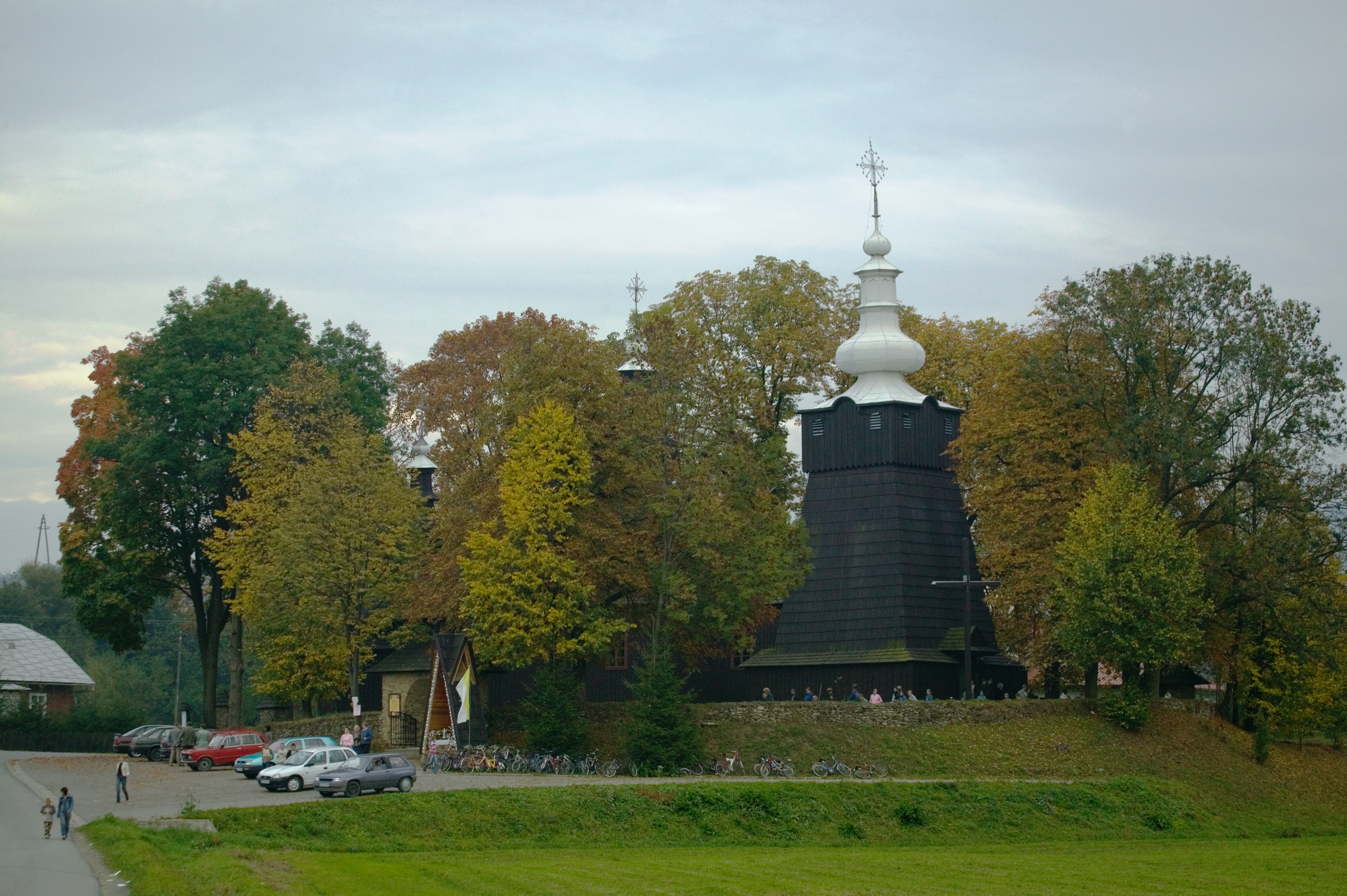
Церковь святого Михаила Архангела, Брунары, Малопольское воеводство, Польша

Бруна́ры (пол. Brunary, русин. Брунари) — село в Польше, находящееся на территории гмины Усце-Горлицке Горлицкого повета Малопольского воеводства. В состав села Брунары входят поселения Брунары-Выжне и Брунары-Нижне.

## География
Село находится в 9 км от административного центра Усце-Горлицке, 15 км от города Горлице и 97 км от Кракова.

## История
Село было основано в XIV веке указом польского короля Казимиром III. До акции «Висла» (1947 г.) в селе проживали лемки.
В 1975—1998 года село входило в Новосонченское воеводство.

## Достопримечательности
- Церковь святого Михаила Архангела, датируемая началом XVII века.

## Источник
- Brunary (пол.) в Географическом словаре Царства Польского и других стран славянских, том I (Aa — Dereneczna) от 1880 года